# Pothos oxyphyllus
Pothos oxyphyllus là một loài thực vật có hoa trong họ Ráy (Araceae). Loài này được Miq. miêu tả khoa học đầu tiên năm 1856.